# The Fighting Dervishes of the Desert
Pour plus de détails, voir Fiche technique et Distribution.
The Fighting Dervishes of the Desert est un film américain sorti en 1912, réalisé en Egypte, durant l'hiver 1912 par Sidney Olcott avec Jack J. Clark, Robert G. Vignola et Gene Gauntier dans les rôles principaux.

## Fiche technique
- Réalisation : Sidney Olcott
- Scénario : Gene Gauntier
- Production : Kalem
- Directeur de la photo : George K. Hollister
- Décors : Allen Farnham
- Longueur : 2 000 pieds
- Date de sortie : 1912
- Distribution : General Film Company

## Distribution
- Gene Gauntier : Zarah, la fille du grand-prêtre copte
- Jack J. Clark : Hassan Ali, le sheik arabe
- Robert G. Vignola : Ismail, le sheik des Derviches
- J.P. McGowan : le père Moosa, le grand-prêtre copte
- Allen Farnham : le coursier arabe
- Abdulla Ya Fari : l'envoyé arabe

## Anecdotes
Le film a été tourné en Égypte, à Louxor, lors du premier trimestre 1912.